# Jerzy Wojciechowski (1932–2003)
Jerzy Wojciechowski (ur. 27 listopada 1932 w Wieluniu, zm. 28 maja 2003) – polski polityk, poseł na Sejm PRL VII i VIII kadencji, w latach 1974–1980 naczelnik ZHP.

## Życiorys
Absolwent Politechniki Śląskiej w Gliwicach. W 1976 uzyskał stopień naukowy doktora nauk technicznych. W latach 1956–1973 zatrudniony w resorcie górnictwa. W 1961 wstąpił do Polskiej Zjednoczonej Partii Robotniczej. Od 1973 do 1974 pracował w Komitecie Wojewódzkim PZPR w Katowicach jako kierownik Wydziału Nauki. Był zastępcą członka Komitetu Centralnego PZPR i podsekretarzem stanu w Ministerstwie Oświaty i Wychowania (maj 1980 – listopad 1982). W latach 1971–1976 pełnił funkcję radnego Wojewódzkiej Rady Narodowej w Katowicach. W 1976 uzyskał mandat posła na Sejm PRL VII kadencji w okręgu Kędzierzyn-Koźle, a w 1980 został posłem VIII kadencji z okręgu Elbląg. Podczas obydwu kadencji zasiadał w Komisji Oświaty i Wychowania.

## Odznaczenia
Posiadał m.in. następujące odznaczenia:
- Krzyż Kawalerski Orderu Odrodzenia Polski
- Złoty Krzyż Zasługi
- Złote Odznaczenie im. Janka Krasickiego
- Krzyż „Za Zasługi dla ZHP”
- Złota odznaka Kół Młodzieży Wojskowej
- Odznaka „Za zasługi w rozwoju województwa katowickiego”